# Robert Jonquet
Robert Jonquet (Parigi, 3 maggio 1925 – Reims, 17 dicembre 2008) è stato un calciatore e allenatore di calcio francese, di ruolo difensore.

## Caratteristiche tecniche
È stato un difensore centrale.

## Carriera
Fu per quindici anni un titolare dello Stade de Reims, in cui giocò al fianco di Raymond Kopa e Just Fontaine, squadra che raggiunse due volte la finale di Coppa dei Campioni (1956 e 1959, perse entrambe contro il Real Madrid) e due volte la finale di Coppa Latina (vinta nel 1953 e persa nel 1955). Vinse anche cinque campionati francesi (1949, 1953, 1955, 1958, 1960) e due Coppe di Francia (1950, 1958).
In Nazionale fece parte della squadra classificatasi al terzo posto ai Mondiali del 1958.

## Palmarès

### Giocatore
- Campionato francese: 5

Stade Reims:1948-1949, 1952-1953, 1954-1955, 1957-1958, 1959-1960
- Coppa di Francia: 2

Stade Reims: 1949-1950, 1957-1958
- Supercoppe di Francia: 2

Stade Reims: 1955, 1958
- Coppa Latina: 1

Stade Reims: 1953

### Allenatore
- Campionato francese di seconda divisione: 1

Stade Reims: 1955-1956
- Supercoppa francese: 1

Stade Reims: 1966